# Bahman Pestonji Wadia
Bahman Pestonji Wadia oder Bomanji Pestonji Wadia (* 8. Oktober 1881 in Mumbai, Indien; † 20. August 1958 in Bangalore, Indien) war ein indisch/US-amerikanischer Theosoph. Er war zuerst Mitglied der Theosophischen Gesellschaft Adyar, später dann der United Lodge of Theosophists. Häufig wird sein Name auf BP Wadia, B.P. Wadia oder nur BPW abgekürzt.

## Leben und Wirken

### Kindheit, Jugend und Beruf
Wadia wurde am 8. Oktober 1881 in Mumbai als ältestes von vier Kindern von Pestonji Cursetji Wadia und Mithabai Wadia geboren. Der Vater war Besitzer eines Textilunternehmens, die Familie wohlhabend. Nach dem Besuch der Grund- und Hauptschule in Mumbai immatrikulierte er sich 1900 am dortigen College. Doch noch bevor er das Studium beginnen konnte, musste er, einem Wunsch seines Vaters entsprechend, eine Stelle in einem britischen Textilbetrieb annehmen. Vier Wochen später starb der Vater und Wadia, obwohl weitgehend unvorbereitet und uninteressiert, übernahm das väterliche Textilunternehmen. Als sich eine günstige Gelegenheit bot, verkaufte er 1904 das Unternehmen. Aus dem Verkaufserlös versorgte er Mutter und Geschwister, für die er gemäß indischer Tradition als ältestes männliches Familienmitglied aufzukommen hatte, und widmete sich fortan der Theosophie. 1928 heiratete er Sophia Camacho (1911–1986), die mit ihm gemeinsam für die Theosophie arbeitete. Die Ehe blieb kinderlos.

### In der Adyar-Theosophischen Gesellschaft
Über einen Familienfreund war Wadia bereits in jungen Jahren mit der Theosophie der Adyar-Theosophischen Gesellschaft (Adyar-TG) in Berührung gekommen und hatte Gefallen daran gefunden. 1903 trat er der Mumbai-Loge der Adyar-TG bei und 1908 übersiedelte er nach Adyar, ins Hauptquartier der Adyar-TG. Dort stieg er schnell auf, wurde Leiter des Verlages Theosophical Publishing House und stellvertretender Herausgeber der Zeitschrift The Theosophist. Dem Beispiel Annie Besants, der damaligen Präsidentin der Adyar-TG, folgend, engagierte er sich in der indischen Unabhängigkeitsbewegung und stand dem Indischen Nationalkongress nahe. Dort organisierte er 1918 die erste Gewerkschaft der Textilarbeiter, die Madras Textile Workers' Union, deren Präsident er auch wurde. 1919 unternahm er zusammen mit Besant u. a. eine Europareise, um die dortigen Adyar-TG-Logen zu besuchen, aber auch um die Interessen der indischen Unabhängigkeitsbewegung in London zu vertreten. Wadia dehnte die Reise schließlich auch auf die USA und Kanada aus, wo er Vorträge hielt und TG-Logen besuchte. In Los Angeles kam er in Kontakt mit der United Lodge of Theosophists (ULT), welche 1909 von Robert Crosbie gegründet worden war.
Die Theosophie Helena Blavatskys hatte sich bei der Adyar-TG im Laufe der Jahre verändert und weiterentwickelt, die ULT hingegen war streng auf die wortgetreue Auslegung Blavatskys ausgerichtet. Wadia hatte bereits früher in Adyar reklamiert, dass die Lehre nicht mehr genau dem Wortlaut der Gründerin entspreche, und war mit diesem Zustand unzufrieden. Bei der ULT fand er nun eine Theosophie vor, welche seiner Idealvorstellung der „reinen Lehre“ weitgehend entsprach. Ende 1919 kehrte er nach Indien zurück und versuchte in den folgenden Jahren Annie Besant und die Adyar-TG von einer Richtungsänderung ähnlich der ULT zu überzeugen, er fand jedoch kein Gehör. Am 18. Juli 1922 trat er deshalb aus der Adyar-TG aus, reiste nach Los Angeles und schloss sich der ULT an.

### In der United Lodge of Theosophists

#### Aufbruchstimmung
Als Wadia im November 1919 erstmals die United Lodge of Theosophists (ULT) in Los Angeles besuchte, war deren Gründer Robert Crosbie erst am 25. Juni dieses Jahres gestorben. Obwohl die ULT ohne hierarchische Organisation aufgebaut und Crosbie selbst nur einfaches Mitglied gewesen war, fehlte seine lenkende Hand überall und es wurde bereits über eine Auflösung der ULT nachgedacht. Wadia, auch er nur einfaches Mitglied der ULT, brachte ab 1923 neuen Mut und Schwung in die resignierende Mannschaft, stärkte das Selbstvertrauen und richtete die Organisation wieder auf Expansionskurs aus. Er förderte die bestehenden Studiengruppen und rief durch Vorträge und schriftliche Unterweisungen neue Gruppen ins Leben.

#### Expansion
Noch 1923 gründete er an der Ostküste der USA mehrere neue Logen, 1925 gelang ihm die erste Logengründung außerhalb der USA in Großbritannien. Es folgten 1928 Frankreich und, als Konkurrenz der Adyar-TG im eigenen Land, 1929 eine Loge in Mumbai. Ab 1930 brachte er eine neue Zeitschrift, The Aryan Path, speziell für Indien heraus. Am 11. August 1945 rief Wadia The Indian Institute of World Culture (IIWC) in Bangalore ins Leben, eine speziell auf indische Verhältnisse ausgerichtete Schwesterorganisation der ULT. Während seiner Tätigkeit für die ULT wurden weitere Logen in den USA, Indien, den Niederlanden und Belgien gegründet. Insgesamt erreichte die Organisation während Wadias Zeit eine beachtliche Größe und verbreitete sich über die ganze Welt. Hauptsächlich durch sein Engagement zählt die ULT heute (2006) zu den bedeutendsten Theosophischen Gesellschaften weltweit.

## Tod und Nachruf
Wadia starb am 20. August 1958 im Alter von 76 Jahren in Bangalore. Am darauffolgenden Tag wurde sein Leichnam gemäß hinduistischer Tradition verbrannt und die Asche im Kaveri River verstreut. Er war Mitglied des PEN-Clubs. In Bangalore ist eine Straße, die B.P. Wadia Road, nach ihm benannt.

## Werke
- Growth through service. The Theosophical association of New York, New York 1922
- Problems of national and international politics. Theosophical association of New York, New York 1922
- Studies in „The secret doctrine“. Theosophy Co. (India), Bombay 1963
- The building of the home. Indian Institute of World Culture, Bangalore 1959
- The inner ruler. Theosophical association of New York, New York 1922
- Theosophy and new thought. The Cosmopolitan press, Bombay 1907
- Thus have I heard, leading articles from „The Aryan path“. Indian Institute of World Culture, Bangalore 1959